# Замок Святого Петра
Замок Святого Петра или Замок Бодрум (тур. Bodrum Kalesi) — средневековая крепость в турецком городе Бодрум, на территории античного Галикарнаса, в котором ранее находилось одно из Семи чудес света — мавзолей карийского правителя Мавсола (греч. Μαύσωλος). Знаменитый мавзолей, находящийся недалеко от береговой линии, перенёс несколько землетрясений и был окончательно разрушен сильным землетрясением в 1402 году. С этой даты, рыцарями-госпитальерами с острова Родос началось возведение крепости, которая могла бы защищать гавани города. Замок возводился на возвышении, на том самом месте, где в античные времена находился храм Аполлона. 
Крестоносцы использовали сохранившиеся от мавзолея блоки (перемещение которых примерно на 1 км по направлению к берегу было посильной задачей), а также части мраморных колонн и их капители в качестве строительного материала при сооружении стен замка и башен. Строительство укреплений велось под руководством архитектора Генриха Шлегелолта. В 1406 году сооружена замковая часовня, и лишь к 1437 году были готовы стены замка. Позже испанские рыцари перестроили её по своему вкусу — в готическом стиле.
В течение нескольких десятилетий замок периодически осаждался войсками Оттоманской империи, однако взят не был. В 1482 году здесь скрывался сын султана Мехмеда II и брат султана Баязида II после неудавшегося покушения на трон.
В 1494 году понадобились дополнительные укрепления со стороны материка, чтобы защитники замка могли выдержать атаки турок. Для этого рыцари снова использовали камни от усыпальницы Мавсола. Великий магистр Ордена иоаннитов Фабрицио дель Карретто распорядился соорудить круглый бастион. Уже к 1507 году с развалин мавзолея рыцари унесли последние скульптуры, которыми были украшены замковые стены.
К 1522 году одно из Чудес света было окончательно разобрано и уничтожено, а в декабре того же года замок всё же капитулировал перед султаном Сулейманом. Все укрепления и замки Ордена перешли к туркам, а часовня была перестроена под мечеть.
В 1962 году в помещениях бывшего замка был создан Музей подводной археологии, в котором выставлен улубурунский клад.